# Украинская «фабрика троллей»
Украинские интернет-тролли (украинская «фабрика троллей») — спонсируемые украинскими олигархами и политиками анонимные политические интернет-комментаторы и тролли, связанные с Украиной. 
Участники украинской «фабрики троллей» занимаются политическим комментированием и вовлечены в информационные кампании, включающие манипуляцию общественным мнением, дискредитацию оппонентов и защиту интересов различных бизнес- и политических групп. «Фабрики троллей» используют фейковые аккаунты для написания фейковых комментариев, привлекая различные социальные группы в качестве участников проводимых онлайн-кампаний. Журналисты из радио «Свобода» отмечают, что услугами троллей, среди прочих, пользовались такие олигархи как Ринат Ахметов и Игорь Коломойский. Осенью 2019 года вышло масштабное журналистское расследование о «фабриках троллей» на Украине.

## История
Практика использования украинских интернет-троллей с развитием Интернета была задействована в начале 2000-х годов. Первыми такими услугами стали пользоваться специалисты в области маркетинга и PR.
Политолог, председатель правления Комитета избирателей Украины Алексей Кошель отмечает, что подобная интернет-активность на Украине началась в 2007 году; так, одна из крупнейших групп насчитывала порядка 50 ботов. Политические партии формировали специальные подразделения с целью влияния на общественное мнение через комментарии в известных СМИ. Политтехнологи на Украине активно внедряли концепцию платных комментариев через фейковые аккаунты. Эти действия фокусировались на форумах, разделах комментариев к новостным сайтам, включая издание «Украинская правда», а также платформу для ведения блогов «Живой Журнал».
После Евромайдана 2013—2014 годов украинские олигархи сохраняли значительное воздействие в политическом процессе Украины. Крупные политические игроки страны с целью укрепления своей позиции активно вкладывали средства в различные кампании самопродвижения, включая «чёрные» PR-кампании, направленные против оппонентов.
Практика интернет-троллинга на Украине является не только распространённой, но и финансово затратной. В условиях экономического кризиса, согласно данным политтехнологов, почти каждая политическая сила на Украине, особенно та, что представлена в парламенте, создала свою собственную внутреннюю команду «троллей». Эти команды активно мониторят общественное мнение, разрабатывают стратегии и формулируют тезисы, которые затем внедряются в сознание интернет-сообщества. Из-за финансовых трудностей многие политические силы отказались от найма внешних специалистов-комментаторов, предпочитая вести эту работу внутри собственных команд.
Среди разнообразных инструментов пропаганды наиболее широкое распространение на Украине получили вручную созданные фейковые аккаунты, которые доступны для покупки в Интернете. Стоимость аккаунтов Facebook на Украине, по состоянию на 2017 год, варьируется от 0,90 до 200 долларов в зависимости от года регистрации, предыдущей активности и заполненности профиля (биография, фотографии, друзья и прочее). Аккаунты Твиттера оцениваются в диапазоне от 0,4 до 90 долларов, а аккаунты «ВКонтакте» — от 0,4 до 1,5 долларов.
Согласно информации от неназванных источников StopFake, боты в Facebook пользуются высоким спросом в сфере PR и политической коммуникации на Украине. Например, на Facebook один бот мог достичь максимального количества друзей в 5 000 человек за три месяца. Алгоритмы Facebook, также продвигая эти аккаунты через раздел «Вы можете их знать», способствовали быстрому распространению мнений. Согласно мониторингу украинского ресурса «Змий», появление большого количества подозрительных подписчиков на страницах украинских политиков в Facebook вызывает вопросы о том, кто заказывает эти кампании. Специалисты предполагают, что это может быть инициатива советников, digital-агентств или даже внешних сил, пытающихся воздействовать на общественное мнение.
Призыв Владимира Зеленского к проведению досрочных парламентских выборов привёл к активной деятельности «фабрики троллей». В исследовании VoxUkraine, опубликованном в августе 2019 года, утверждается, что фейковые пользователи проявляют более активную реакцию на посты Зеленского в Facebook, чем на публикации любого другого украинского политика. Всего на странице украинского президента было выявлено 27 926 таких пользователей. За изученный период боты оставили почти четверть всех позитивных комментариев.

## Внутреннее устройство
В преддверии парламентских выборов 2019 года журналист Василий Бидун из «Слідство.Інфо» провёл расследование, работая под прикрытием на местной «фабрике троллей». Он установил, что эти технологии использовались даже от имени прогрессивных политиков, которые публично осуждали тактику фейковых аккаунтов. По итогу расследования не удалось установить, кто оплачивал троллей, и поэтому неизвестно, связаны ли они с конкретной политической кампанией. В объявлениях вакансии для работы «троллем» указывались как связанные с работой с «контентом», а заработные платы сотрудники получали без уплаты налогов. Корреспондент отправил заявку на вакансию копирайтера. Собеседование проводилось в офисе, расположенном в обычной квартире Киева, без вывесок компании Doping. Менеджер предложил работу за 9 000 гривен в месяц, выплачиваемую наличными из-за отсутствия регистрации компании (приблизительно такую сумму получал кассир в украинском «Макдональдс»).
Украинская «фабрика троллей» функционировала круглосуточно в три смены с 8 утра до 11 вечера. Сотрудникам было необходимо оставлять комментарии в Facebook от имени различных пользователей, которые на самом деле являются поддельными аккаунтами. На формирование каждой страницы уходило несколько месяцев, включая наполнение списка друзей и публикацию ссылок и мемов с целью создания правдоподобного вида страницы, а фотографии брались из профилей настоящих пользователей «ВКонтакте».
На «фабрике троллей», посещённой журналистом Василием Бидуном, в главном офисе руководители взаимодействовали с потенциальными клиентами, ставили задачи и определяли стоимость предоставляемых услуг. В этом офисе также располагались таргетологи, чья задача заключалась в определении целевой аудитории для эффективного распространения необходимой информации. Технические специалисты занимались разработкой специальных программ, автоматизирующих определённые процессы и повышающих эффективность работы. Основной рабочей силой на «фабрике троллей» являлись непосредственно сами тролли, которых сотрудники иногда называли «обезьянками».
В 2019 году политтехнолог, управленец структуры «фабрики троллей» Валерий Савчук рассказывал о предоставляемых услугах, включая интернет-троллинг, который он определил как «услуги по репутационному менеджменту», оказываемые многим украинским политикам. Савчук утверждал, что комментарии необязательно должны быть положительными, чтобы принести пользу заказчику. По его словам, в период выборов 10 тысяч комментариев в месяц оценивались в 5000-7000 долларов, что составляет приблизительно 60 центов за комментарий.

## Деятельность
Боты и фейковые аккаунты представляют собой важную часть украинских стратегий по онлайн-коммуникациям. Исследование специалистов украинского фактчекингового ресурса StopFake показывает, что типичная кампания, направленная на самопродвижение, дискредитацию оппонентов или продвижение конкретных идей, проходит несколько этапов. Обычно она начинается с исходной публикации на онлайн-ресурсах ключевого сообщения в виде статьи. Это облегчается за счёт того, что множество украинских СМИ предоставляет материалы за определённую плату. Иногда такие исходные сообщения появляются в социальных сетях или блогах. Затем тему подхватывают инфлюенсеры, продвигая её при помощи подконтрольных СМИ и аккаунтов, включая ботов. Как только тема получает широкое распространение в Интернете, её могут подхватить крупные СМИ.
Деятельность «фабрики троллей» была направлена в большинстве случаев на Facebook, а также в небольшой степени на YouTube. Задания поступали через группы в Telegram, каждая из которых посвящена определённому клиенту. Сотрудники получали ключевые темы и цели для комментариев. За семичасовую смену работник «фабрики троллей» должен был оставить около 300 комментариев, чаще всего под записями политиков или статьями на популярных новостных сайтах. Руководство советовало не обращать внимание на грамматику и писать быстро, сосредотачиваясь на выполнении заданий.
Организация поддерживала интересы отдельных политиков и нескольких крупных партий, например, партию Анатолия Гриценко «Гражданская позиция» и музыканта Святослава Вакарчука. В рамках «проекта Гриценко» сотрудники написали более 24 тысяч комментариев. Функционировавшая в Киеве «фабрика троллей» наполняла социальные сети положительными комментариями о нём и негативными о его оппонентах.
Украинские PR-менеджеры используют информационную войну с Россией для активного вмешательства в обсуждение непопулярных решений или новых законопроектов путём привлечения платных комментаторов и автоматических ботов, которые систематически могут распространять негативные сообщения относительно депутатов или проектов. Далее эти сообщения, часто схожие по содержанию, предоставляются в СМИ, создавая образ атакуемого человека как якобы мишени для российской пропаганды и «кремлеботов». Эта тактика, по словам инсайдера StopFake, способствует формированию общественного мнения в поддержку «жертвы российских дезинформационных игр» и её идей.
В июле 2014 года в Твиттере появились боты, направленные на мониторинг анонимных правок в Википедии с использованием российских (@RuGovEdits) и украинских (@UAGovEdits) правительственных IP-адресов. Их функционал включал отслеживание попыток изменения статьи о катастрофе MH17 в немецкой версии Википедии.
Анализ специалистов из StopFake демонстрирует, что реакция украинского правительства на внешние угрозы пропаганды была непоследовательной и слабой. Украинские официальные лица указывали на отсутствие необходимых ресурсов для комплексного мониторинга онлайн-пространства, создания соответствующего программного обесёпечения и эффективного управления учётными записями для противодействия российским ботам.
В сравнении с российской «фабрикой троллей» украинские тролли менее организованы и действуют более индивидуально, поскольку в России услугами троллей в основном пользуется государство, в то время как украинских троллей зачастую нанимают бизнесмены для защиты своих частных интересов и борьбы за влияние. Работниками украинской «фабрики троллей» также становятся не через вакансию, а по знакомству. Политтехнолог Сергей Гайдай отмечает, что украинские тролли часто менее тщательны и более «ленивы» в своей работе. В российской «фабрике троллей», по данным её бывших сотрудников, нормой являлось написание 135 комментариев в день, при этом в украинском агентстве PRagmatico сотрудники были обязаны написать 300 комментариев ежедневно. В российском Ольгино, согласно бывшему сотруднику Марату Миндиярову, работало 300—400 человек, в то время как в украинских структурах, по данным Deutsche Welle, имеется не более 20 сотрудников.

## Боты олигархов и политиков

### «Ахметоботы»
В январе 2015 года украинское интернет-издание AIN.UA опубликовало интервью с бывшим участником организованной интернет-троллинговой кампании олигарха Рината Ахметова. Молодой человек подробно рассказал о ежедневных инструкциях по написанию и публикации комментариев. Этот инцидент выявил распространённую на Украине практику использования оплаченных троллей, создающих фейковые аккаунты для формирования мнения в онлайн-пространстве.
В мае 2015 года журналисты радио «Свобода» опубликовали «темники» ботов Ахметова, которые включают в себя списки тем, тезисы и списки комментариев, которые им необходимо было оставить под статьями СМИ и в социальных сетях.

### «Порохоботы»
По сведениям ряда украинских журналистов, на Украине в период президентства Петра Порошенко сформировалась сеть заказных троллей, которые распространяли с поддельных учётных записей позитивную информацию о действующем президенте и других чиновниках страны, а в 2019 году, во время предвыборной кампании, вели работу по дискредитации других кандидатов, в особенности против Владимира Зеленского, впоследствии выигравшего выборы. В обиходе эти тролли получили название, образованное от фамилии Порошенко — «порохоботы».

### Другие боты
Интернет-тролли использовались и для проведения PR-кампаний в отношении других деятелей, например, политиков Юлии Тимошенко («юлеботы») и Владимира Зеленского («зеботы», «зелеботы», «зелибобы»).

## Меры
16 сентября 2019 года Facebook объявил об удалении десятков украинских профилей, страниц и групп за «участие в скоординированном недостоверном поведении, ориентированном на внутреннюю политику в Украине». Они вели скоординированные кампании по дезинформации. Компания связала деятельность профилей с PRagmatico, назвав её «PR-фирмой». Хотя Facebook заявил о проведении внутреннего расследования, в хронологии событий имеются признаки того, что удаление аккаунтов может быть связано с журналистским расследованием «Слідство.Інфо». Представитель Facebook отметил, что компания «всегда стремится установить нарушителей, которые злоупотребляют платформой». Среди удалённых страниц также были аккаунты изданий Hyser, Znaj.ua, Politeka.
Многие из 149 страниц содержали небольшое количество контента, имея при этом тысячи подписчиков. Большое количество страниц, созданных 22 декабря 2018 года, не содержало ни одного сообщения. Специалисты из американской Лаборатории цифровых криминалистических исследований Атлантического совета также обратили внимание на использование одинаковых фотографий на разных страницах и размещение идентичных сообщений. Исследователи обнаружили подозрительно быстрый рост аудитории страниц при практически полном отсутствии рекламы.

## В культуре
- Агентство «Слідство.Інфо[укр.]» выпустило фильм-расследование «Я-бот» (2019), в котором говорится о деятельности одной из «фабрик троллей» в Киеве. Корреспондент Василий Бидун устроился в эту организацию, чтобы узнать больше деталей о внутренних особенностях работы троллей[4][13].